# Torgau
Torgau is een stad aan de Elbe in het noordwesten van de Duitse deelstaat Saksen. Ze telt 19.768 inwoners. Torgau is de Kreisstadt van de Landkreis Nordsachsen.

## Stadsindeling
De stad Torgau bestaat uit de kernstad, alsmede de volgende stadsdelen (Ortsteile), meest dorpjes met minder dan 500 inwoners:
- Beckwitz
- Graditz, bekend om zijn stoeterijen
- Loßwig
- Mehderitzsch
  - Kranichau, incl. Klein Kranichau
- Melpitz
- Repitz
- Staupitz
- Werdau, aan de overkant van de Elbe
- Weßnig
  - Bennewitz
  - Kunzwerda
- Zinna
  - Welsau

Blijkens de Hauptsatzung (hoofdgemeenteverordening) van de stad, geraadpleegde versie d.d.31 januari 2024, hebben 8 Ortsteile, te weten Beckwitz, Graditz, Loßwig,
Mehderitzsch (met Kranichau), Melpitz, Staupitz, Weßnig (met Bennewitz en Kunzwerda), en ten slotte Zinna (met Welsau), de status van Ortschaft, met een deelgemeenteraad (Ortschaftsrat).  De status van de kleine dorpen Repitz en Werdau is niet vermeld, aangenomen is de status van Ortschaft.
De voormalige gemeente Pflückuff is in 2009 opgeheven. Ze bestond ervoor uit de Torgauer stadsdelen Loßwig, Beckwitz, Mehderitzsch, Staupitz en Weßnig.

## Ligging, infrastructuur

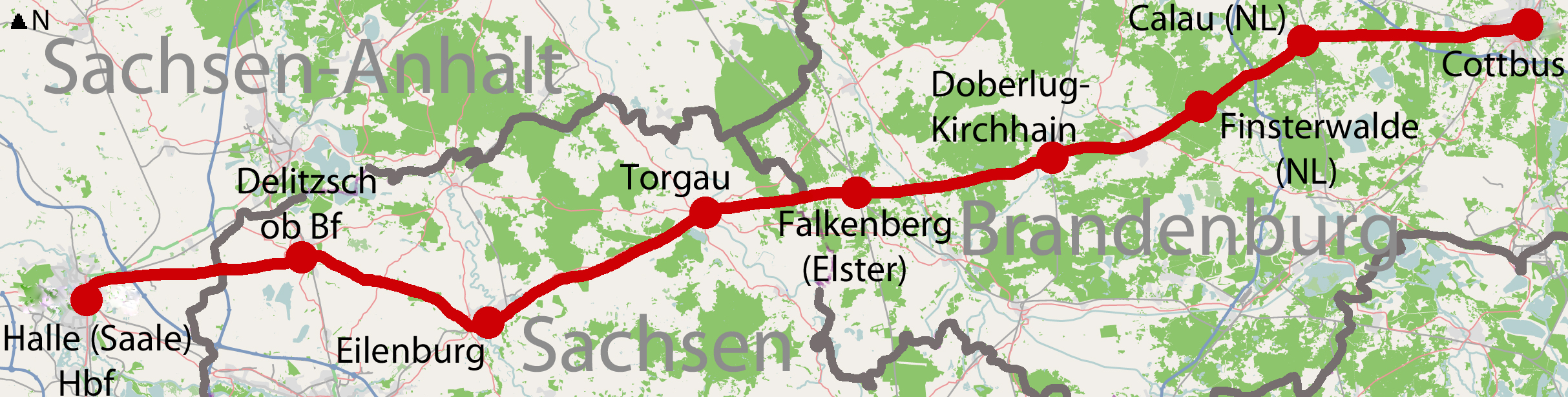
Trajectkaart spoorlijn Halle- Cottbus
Trajectkaart S-Bahn Mitteldeutschland (zie lijn S4, rechts)
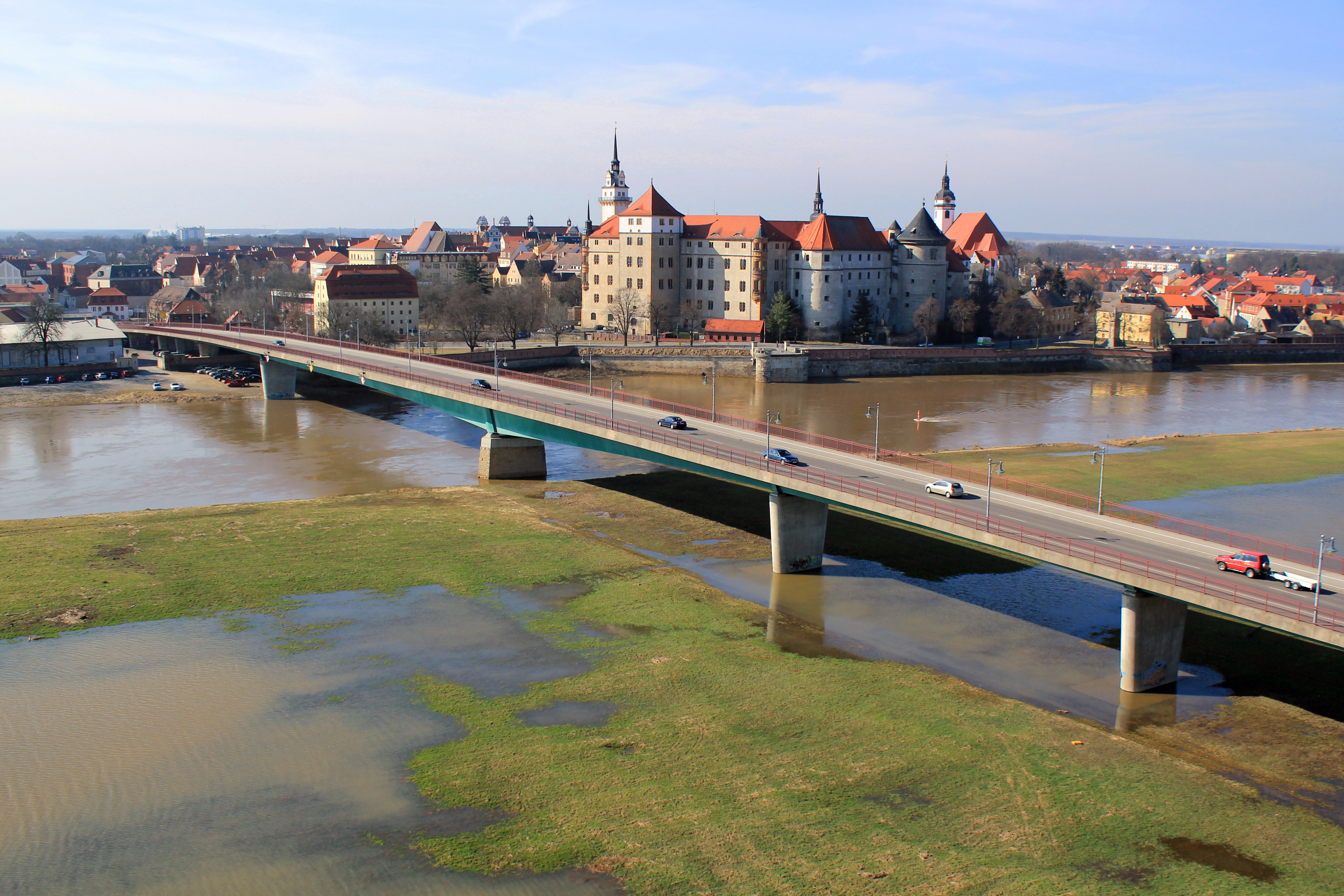
Brug over de Elbe, Torgau (2012) (B87/B183)

Hoofdverkeerswegen, die door of nabij de stad verlopen, zijn de Bundesstraße 87, de Bundesstraße 182 en de  Bundesstraße 183.
Langs de stad loopt ook de Elberadweg, een langeafstandsfietsroute.
Station Torgau  ligt aan lijn S4 van de S-Bahn Mitteldeutschland, die het met o.a. Leipzig verbindt. Verder ligt het aan de spoorlijn Halle (Saale)- Cottbus.
De stad heeft aan de Elbe sedert 2018 een kleine binnenhaven.

## Geschiedenis, economie

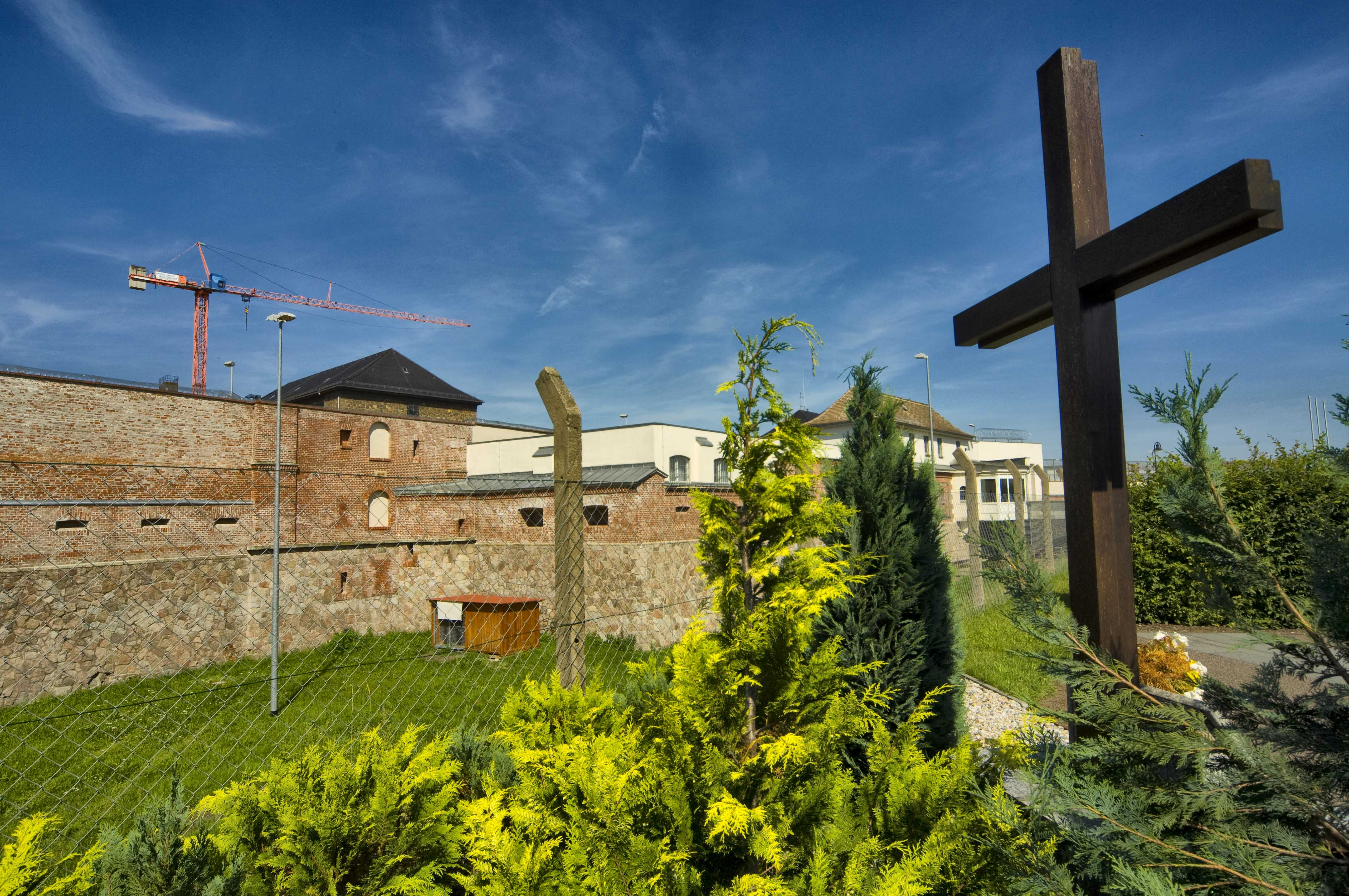
Fort Zinna
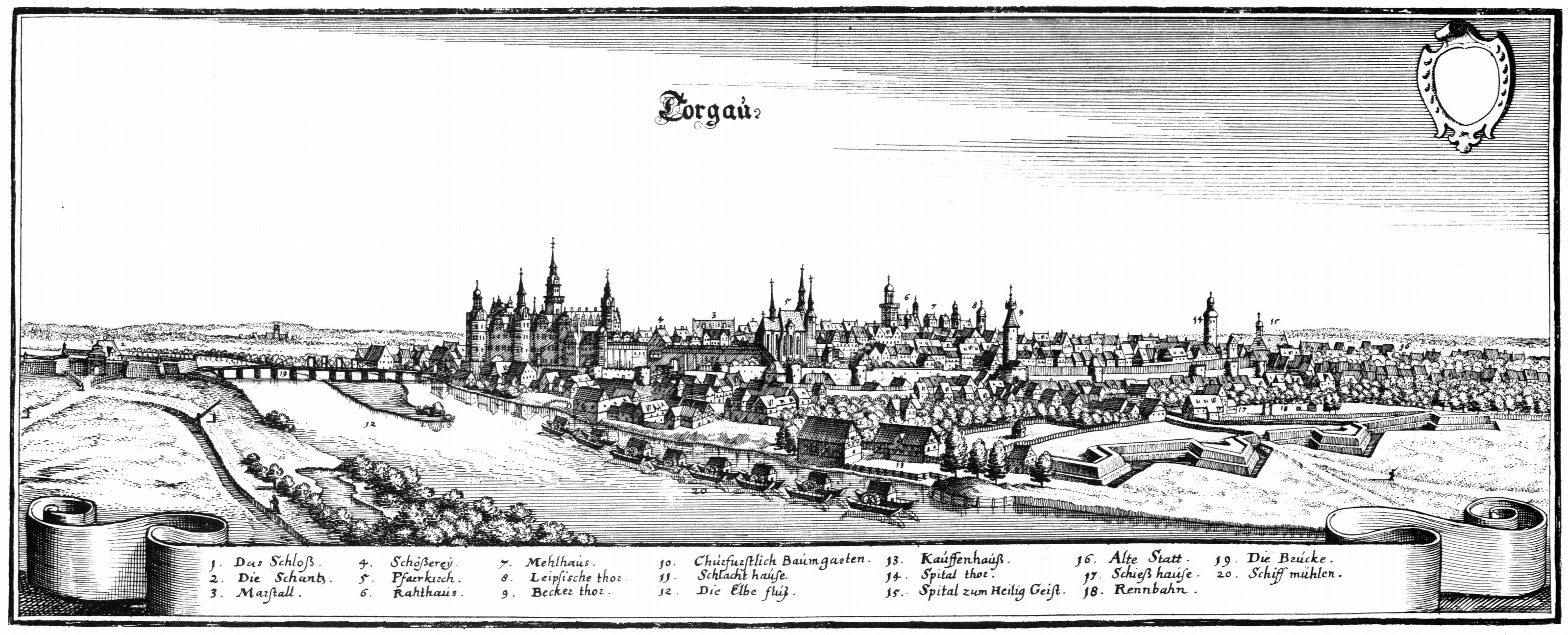
Torgau omstreeks 1650 (Merian-prent)
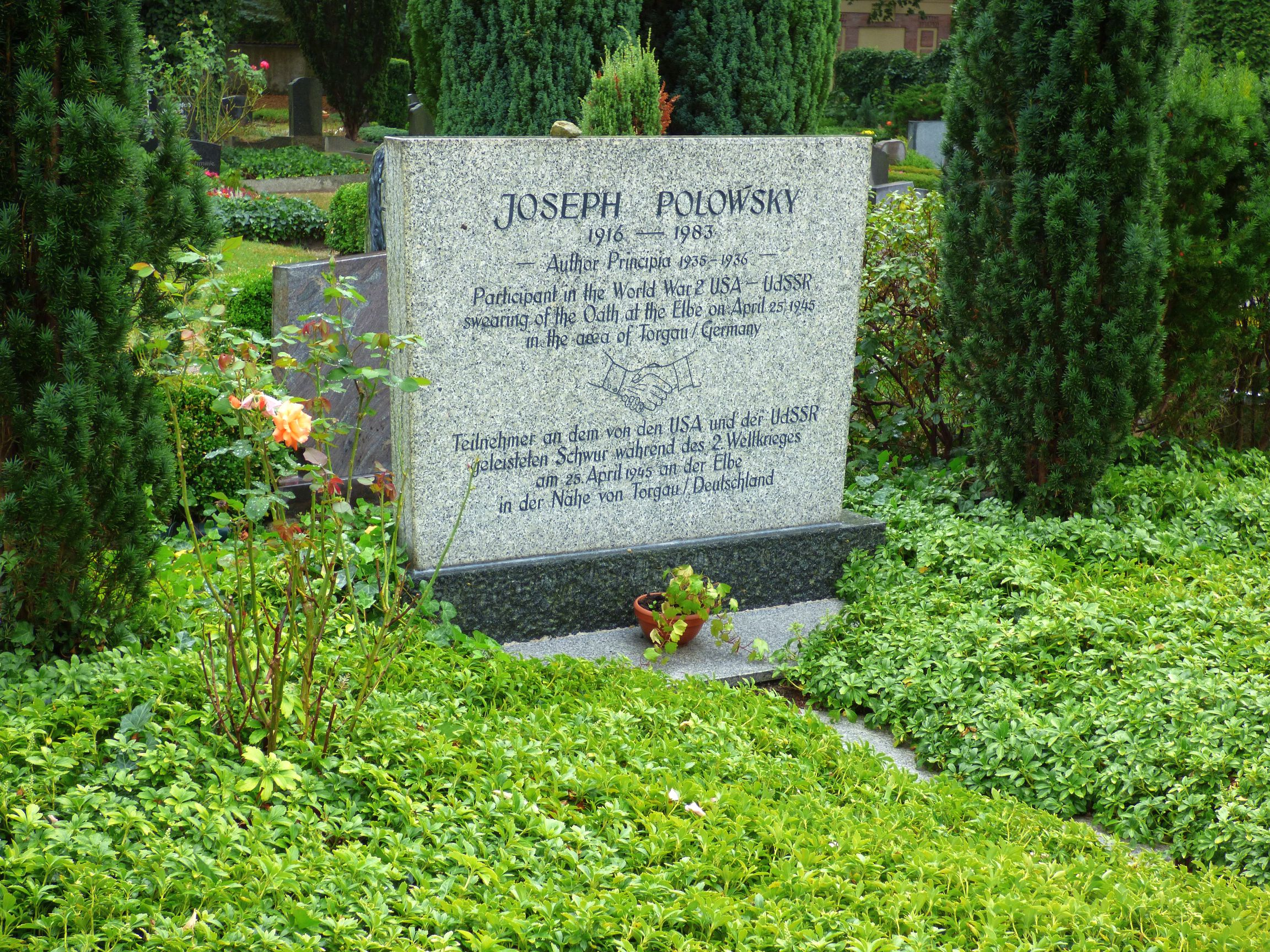
Graf van Joe Polowsky

De naam Torgau is afgeleid van een Sorbisch woord torhošćo, markt. De plaats komt voor het eerst in 977 in een document voor. Wanneer stadsrechten werden verkregen, is niet meer bekend, maar het waarschijnlijkste tijdvak, waarin dit gebeurd is, is de 13e eeuw.
De stad speelde een belangrijke rol in de Reformatie. Luther wijdde hier de eerste Lutherse kerk in. Zijn vrouw Katharina ligt hier begraven. 
Op 3 november 1760, tijdens de Zevenjarige Oorlog, vond hier de door Pruisen gewonnen Slag bij Torgau plaats. Sinds de 18e eeuw wordt er in Torgau glas gefabriceerd; in de 21e eeuw is dit vrijwel uitsluitend vlakglas (vensterglas).
Zinna is bekend om zijn fort, waar ten tijde van Adolf Hitlers Nazi-Duitsland een berucht complex van gevangenissen, o.a. een Wehrmachts-gevangenis, in was gevestigd; na de oorlog, toen Torgau in de DDR lag, was er tot 1990 een gevangenis en strafkamp van de Russische bezettingstroepen en van de Stasi gevestigd. Zowel in de nazitijd als in de DDR-periode zijn in dit complex gevangenen gemarteld en vermoord. Ook nu nog huisvest het fort een gevangenis (JVA, Justizvollzugsanstalt), die echter wel aan moderne eisen van huisvesting en behandeling der gedetineerden voldoet. In Kasteel Hartenfels, nabij het fort, is een gedenk- en herinneringscentrum, met museum, gevestigd. Van midden 1943 tot aan de bevrijding begin mei 1945 was het Reichskriegsgericht, de hoogste militaire rechtbank van Nazi-Duitsland, in Torgau gevestigd.
Torgau is ook bekend als de stad waar op 25 april 1945 de Amerikaanse troepen op die van de Sovjet-Unie stuitten aan het Einde van de Tweede Wereldoorlog in Europa. Dit werd door de cameraploeg van George Stevens gedocumenteerd. Eén van de hierbij betrokken soldaten, de Amerikaan Joe Polowsky, na de Tweede Wereldoorlog een gematigde vredesactivist, werd hier op eigen wens na zijn overlijden in 1983 begraven.
Na de Duitse hereniging van 1990 werd in Torgau het (vooral culturele) toerisme gepromoot. Dit is, naast de gevangenis en regionale ambtelijke instanties, de belangrijkste bron van werkgelegenheid in Torgau.

## Bekende inwoners van Torgau

### Geboren
- Frederik III van Saksen (1463-1525), keurvorst van Saksen
- Johan Frederik I van Saksen (1503-1554), keurvorst van Saksen

### Overleden
- Katharina von Bora (1499-1552), voormalig non en vrouw van kerkhervormer Maarten Luther

## Partnersteden
- Sindelfingen (Duitsland), sinds 1987
- Znojmo (Tsjechië)

## Galerij

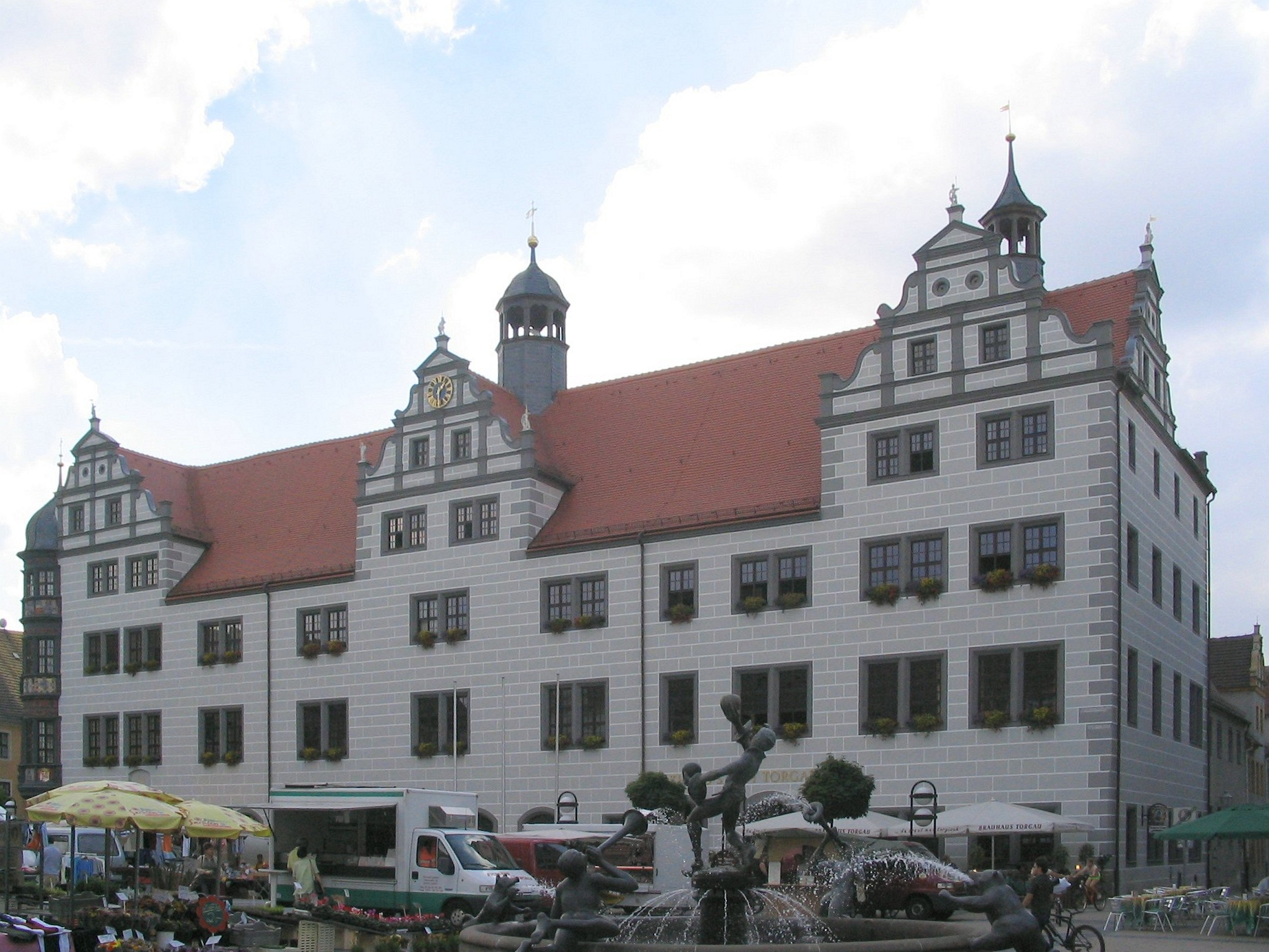
Gemeentehuis
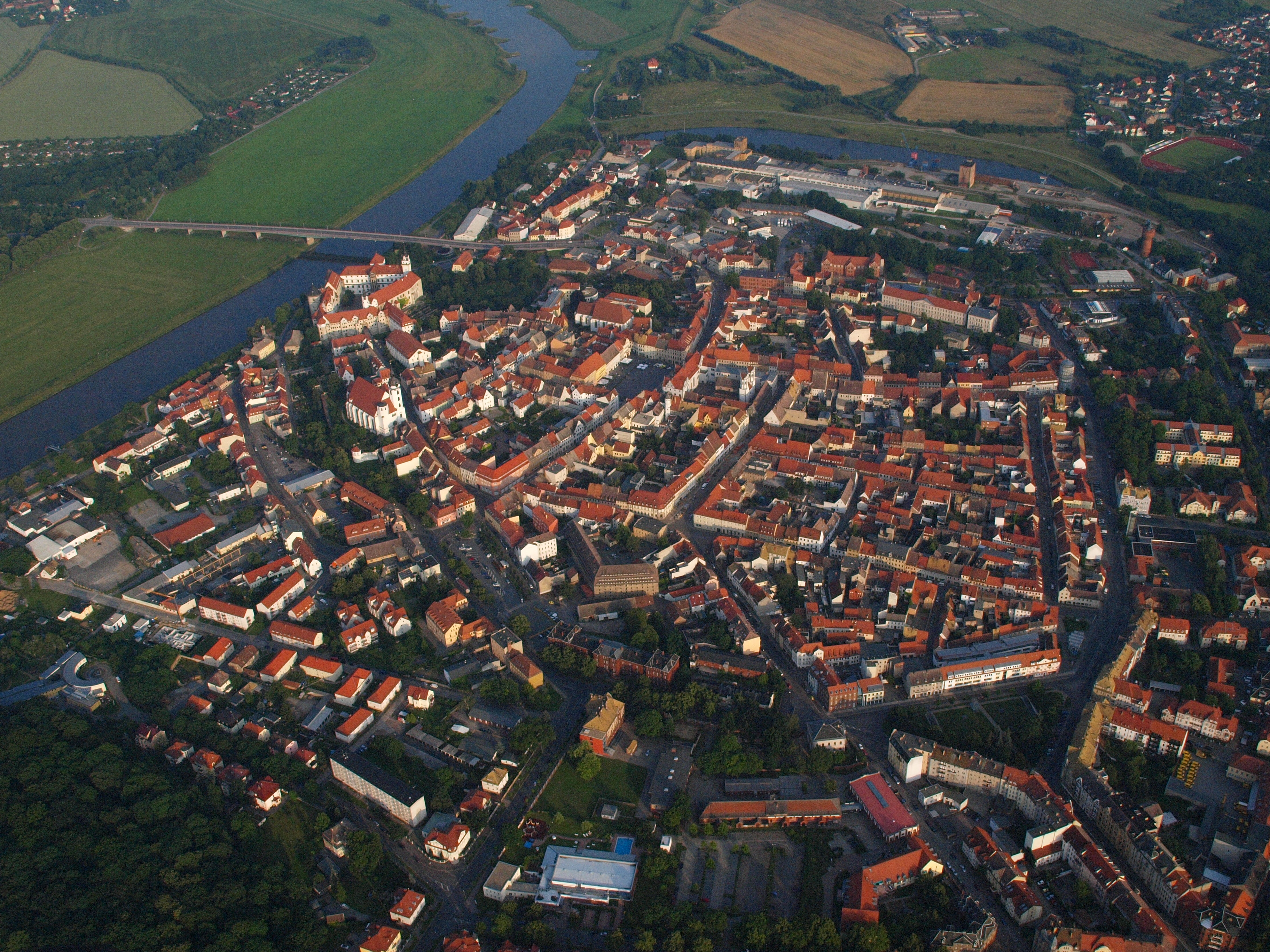
Het centrum van Torgau van boven
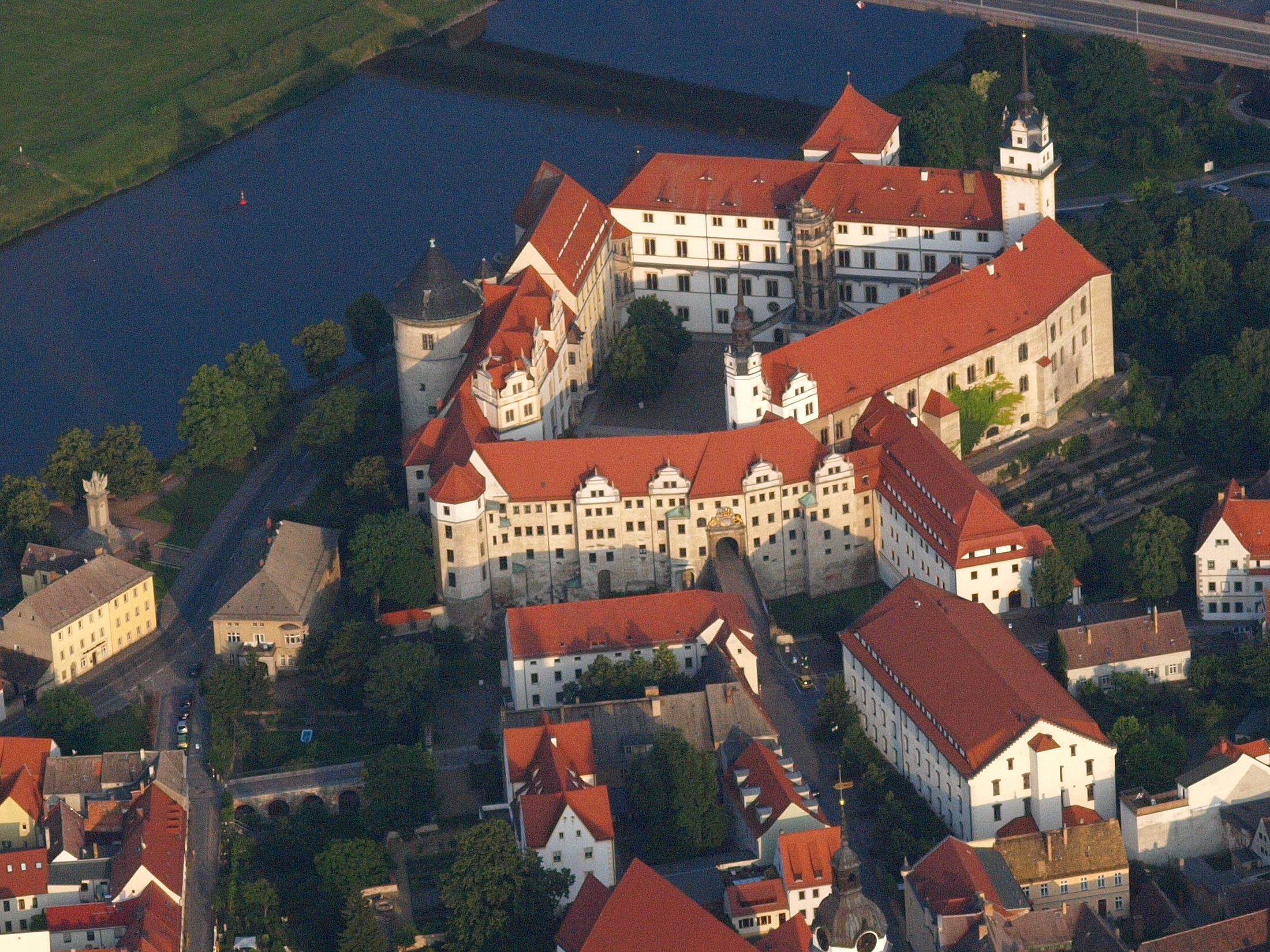
Het kasteel Hartenfels (grotendeels te bezichtigen)
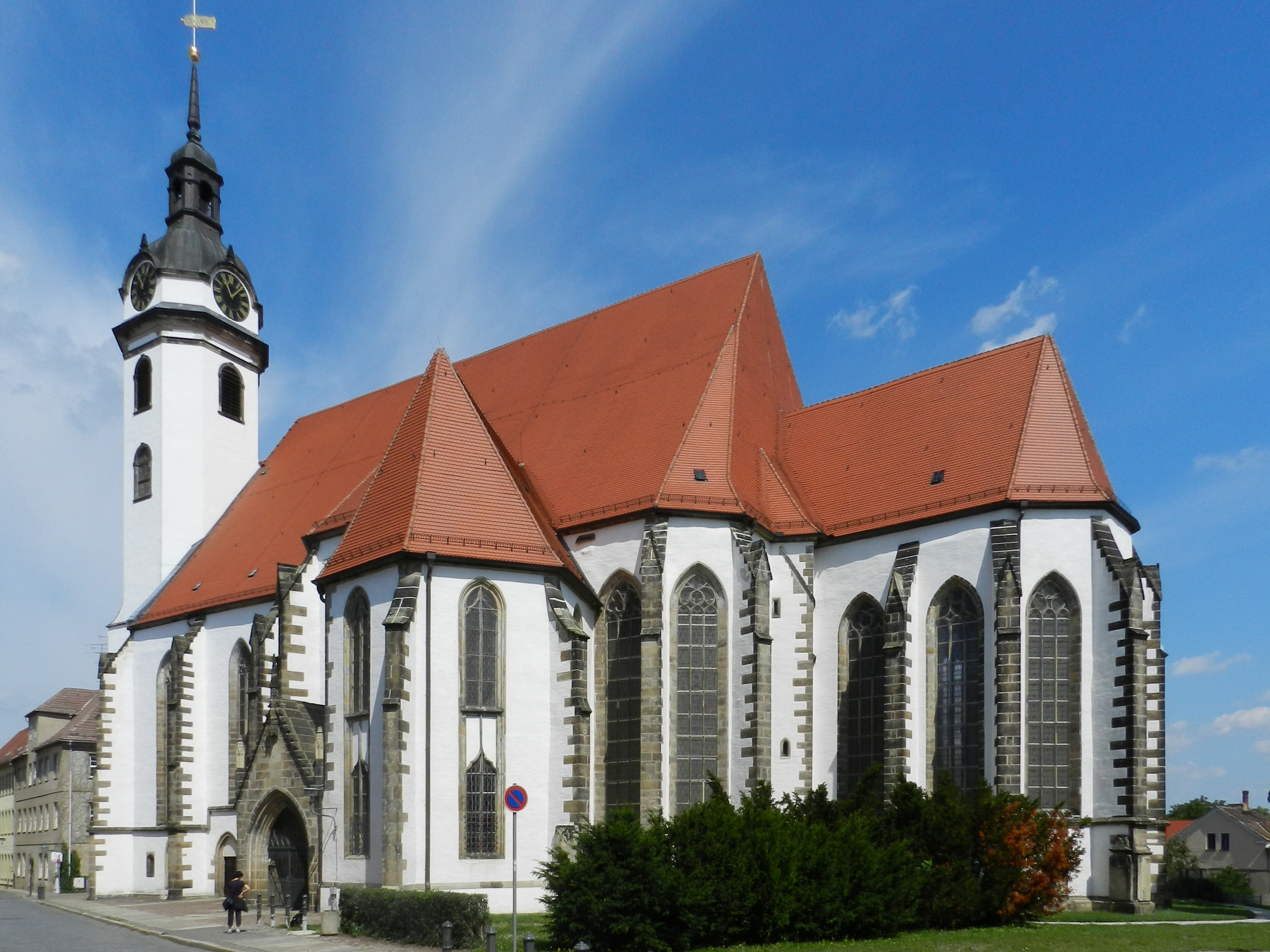
De Marienkirche